# François De Wael
François Clement De Wael (ur. 10 listopada 1922 – zm. 15 grudnia 2006) – belgijski piłkarz grający na pozycji pomocnika. Był reprezentantem Belgii. Jego brat Gaston De Wael także był piłkarzem i reprezentantem kraju.

## Kariera klubowa
Całą swoją piłkarską karierę De Wael spędził w klubie RSC Anderlecht, w którym zadebiutował w sezonie 1939/1940 w pierwszej lidze belgijskiej i grał w nim do 1951 roku. Z Anderlechtem wywalczył cztery tytuły mistrza Belgii w sezonach 1946/1947, 1948/1949, 1949/1950 i 1950/1951 oraz dwa wicemistrzostwa w sezonach 1943/1944 i 1947/1948.

## Kariera reprezentacyjna
W reprezentacji Belgii De Wael zadebiutował 24 grudnia 1944 w przegranym 1:3 towarzyskim meczu z Francją, rozegranym w Paryżu i w meczu tym strzelił gola. Był to jego jedyny mecz w kadrze narodowej.